# Vatica mangachapoi
Vatica mangachapoi är en tvåhjärtbladig växtart. Vatica mangachapoi ingår i släktet Vatica och familjen Dipterocarpaceae.

## Underarter
Arten delas in i följande underarter:
- V. m. mangachapoi
- V. m. obtusifolia